# JR四国硬式野球部
JR四国硬式野球部（ジェイアールしこくこうしきやきゅうぶ）は、香川県高松市に本拠地を置き、日本野球連盟に所属する社会人野球チームである。

## 概要
前身は1930年に創部された大阪鉄道局高松出張所「高鉄クラブ」。戦後「四国鉄道局」、のち組織改正に伴い「四国鉄道管理局」、「国鉄四国」に改称。1987年の国鉄分割民営化に伴い「JR四国」に改称し現在に至る。
全国大会には国鉄時代の1954年に都市対抗野球大会初出場を果たす。その後低迷が続いたが、1974年の日本選手権でベスト4となる。都市対抗には1995年に初出場時以来41年ぶりに出場。以降、企業チームが減少した四国地区において全国大会への出場が増えている。

## 設立・沿革
- 1930年：大阪鉄道局高松出張所「高鉄クラブ」として創部
- 1946年：「四国鉄道局」に改称
- 1950年：国鉄の組織改正で「四国鉄道管理局」に改称
- 1954年：都市対抗野球大会初出場（初戦敗退）
- 1970年：国鉄四国総局発足で「国鉄四国」と改称
- 1974年：社会人野球日本選手権大会初出場（第1回大会；ベスト4）
- 1987年：国鉄民営化に伴い「JR四国」に改称
- 1995年：第66回都市対抗野球大会で東芝を破り大会初勝利
- 2021年：第46回日本選手権で第1回大会以来のベスト8

## 主要大会の出場歴・最高成績
- 都市対抗野球大会：出場13回
- 社会人野球日本選手権大会：出場18回
- JABA四国大会：優勝1回（1973年）

## 主な出身プロ野球選手

### 四国鉄道管理局
- 香川秀光投手（1950年近鉄入団）
- 酒井豪久投手（1953年国鉄入団）
- 白石静生投手（1965年 広島：ドラフト2位）

### JR四国
- 川畑勇一捕手（1993年 ヤクルト：ドラフト4位）
- 中郷大樹投手（2006年 ロッテ：大学生・社会人ドラフト6巡目）
- 南川忠亮投手（2015年 西武：ドラフト5位）
- 水野達稀内野手（2021年 日本ハム：ドラフト3位）

## 元プロ野球選手の競技者登録
- 川畑博
- 酒井豪久
- 小川英雄
- 白石静生
- 川畑勇一
- 南川忠亮

## かつて所属していた選手・関係者
- 落合登